# (11123) Aliciaclaire
(11123) Aliciaclaire (1996 RT24) – planetoida z pasa głównego asteroid okrążająca Słońce w ciągu 4 lat i 136 dni w średniej odległości 2,67 j.a. Została odkryta 8 września 1996 roku.